# Guagno
Guagno (korziško Guagnu) je naselje in občina v francoskem departmaju Corse-du-Sud regije - otoka Korzika. Leta 2012 je naselje imelo 142 prebivalcev.

## Geografija
Kraj leži v zahodnem delu otoka Korzike 69 km severovzhodno od središča Ajaccia.

## Uprava
Občina Guagno skupaj s sosednjimi občinami Arbori, Balogna, Coggia, Letia, Murzo, Orto, Poggiolo, Renno, Soccia in Vico sestavlja kanton Deux-Sorru s sedežem v Vicu. Kanton je sestavni del okrožja Ajaccio.